# Route de la culture mégalithique

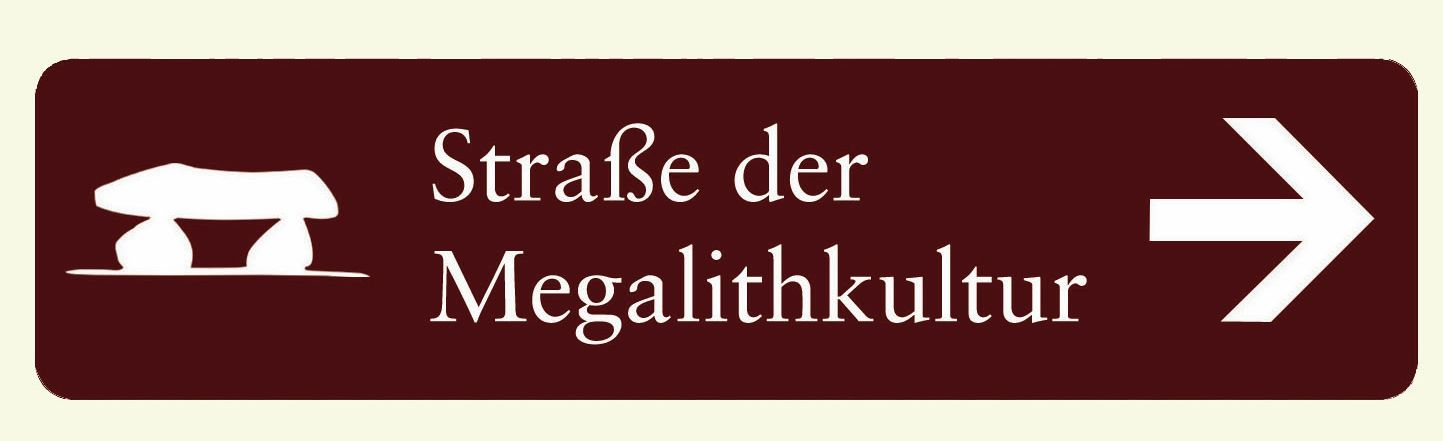
Conception standard des panneaux routiers

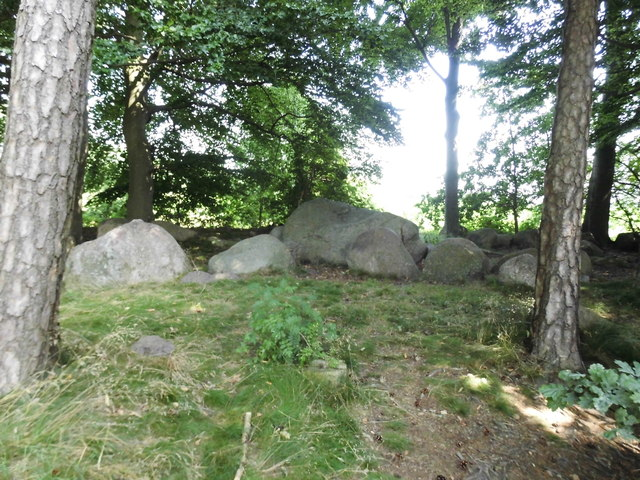
L'un des sites mégalithiques près de Steinkimmen, cette tombe est connue localement sous le nom de Hünenstein (pierre des Huns), un nom courant pour les sites mégalithiques, bien que désignant généralement les menhirs (étape 32 sur l'itinéraire).

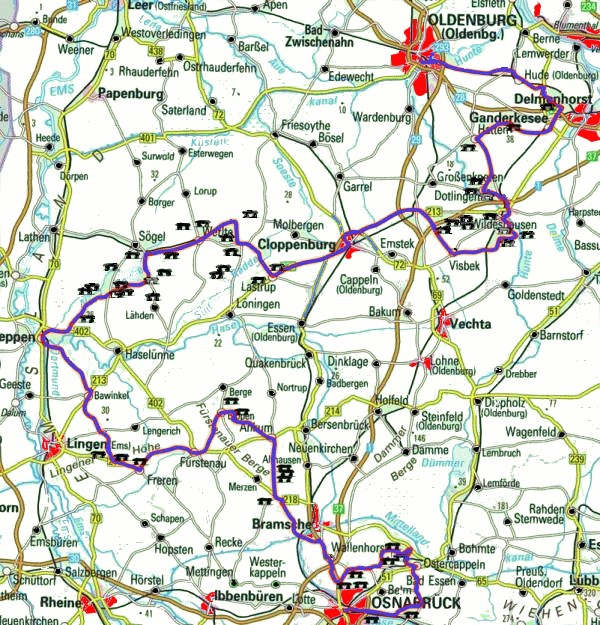
Carte de l'itinéraire

La Route de la culture mégalithique,, (allemand : Straße der Megalithkultur) a d'abord été créée comme une route touristique qui serpente d'Osnabrück à Oldenbourg dans le nord-ouest de l'Allemagne. Balisée avec des panneaux routiers, elle relie de nombreux lieux d'intérêt archéologique de l'époque mégalithique.
Les panneaux sont apparus en 2008 et 2009. La route de 310 kilomètres de long a été officiellement ouverte le 14 mai 2009.
L'itinéraire relie de nombreux sites de recherche archéologique et 33 étapes où le public peut visiter des sites, par exemple des pierres dressées,.
Le 27 août 2013, l'itinéraire a été intégré à l'initiative de l'itinéraire culturel du Conseil de l'Europe, avec des sections dans un nombre croissant de pays, dont le Danemark, le Royaume-Uni, les Pays-Bas, le Portugal et la Suède.

## Tracé

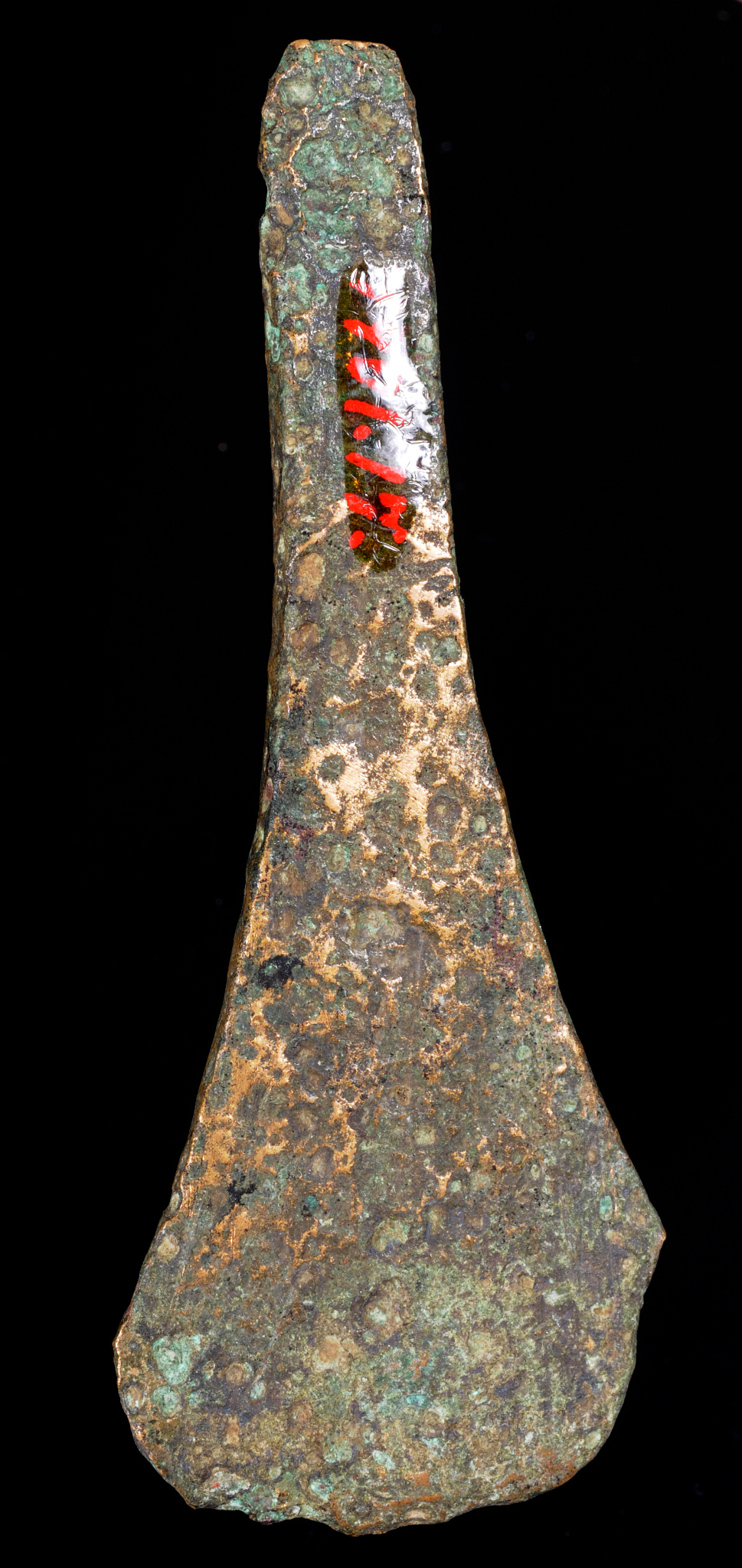
Une hache en bronze retrouvez sur un des sites.

La section fondatrice de la Route de la culture mégalithique traverse les régions d'Osnabrück, Ostercappeln, Belm -Vehrte, Wallenhorst, Bramsche, Ankum, Berge, Bippen, Fürstenau, Freren, Thuine, Lingen (Ems), Meppen, Sögel, Werlte, Lastrup, Cloppenburg, Visbek, Großenkneten, Wildeshausen, Dötlingen, Ganderkesee et Oldenbourg.
Il est prévu d'étendre l'itinéraire, d'un côté vers la Rhénanie-du-Nord-Westphalie, et de l'autre vers le nord-est de la Basse-Saxe jusqu'au Schleswig-Holstein. L'itinéraire original en Basse-Saxe fait désormais partie d'une initiative européenne plus large avec des itinéraires similaires au Danemark, au Royaume-Uni, aux Pays-Bas, au Portugal et en Suède. Aux Pays-Bas, par exemple, il existe 53 autres sites mégalithiques.

## Objectifs
La Route de la culture mégalithique vise à donner une meilleure compréhension de la vie il y a plus de 5000 ans. La partie originelle de l'itinéraire dans le nord-ouest de l'Allemagne compte 33 étapes, avec un aperçu de la fonction et de la conception de tombes, la conception de l'au-delà, la compréhension de la nature et de la vie quotidienne. Dans certains cas, l'itinéraire mène également à des groupes de tumuli de l'Âge du bronze et de l'Âge du fer d'époques plus récentes.
Le dépliant de la Route de la culture mégalithique montre les nombreuses étapes de l'Âge de pierre de la culture mégalithique, ainsi que d'autres sites et points d'intérêt en cours de route. Ceux-ci incluent des sites touristiques en particulier autour de la ville d'Osnabrück avec son musée d'histoire culturelle, les châteaux et palais autour d'Osnabrück, la maison de l'Âge du fer de Venne, la vieille église Saint-Alexandre, le musée et parc de Kalkriese, le musée du drapier de Bramsche, l'abbaye de Malgarten, l'abbaye de Börstel, la ville de Meppen, le moulin de Hüven, le palais de Clemenswerth, le village du musée de Cloppenburg, l'église Saint-Alexandre, le village de Dötlingen, l'abbaye de Hude et la ville d'Oldenbourg avec son musée national de la nature et des hommes.

## Étapes
| Étape  | Nom                                                    | Image | Lieu                               |
| ------ | ------------------------------------------------------ | --- | ---------------------------------- |
| 1 a    | Teufelssteine                                          | Teufelssteine | Voxtrup (Osnabrück)                |
| 1 b    | Gretescher Steine                                      | Gretescher Steine | Gretesch (Osnabrück)               |
| 2      | Großsteingrab Jeggen                                   | Großsteingrab Jeggen | Jeggen (Bissendorf)                |
| 3 a    | Driehauser Steine                                      | Driehauser Steine | Darpvenne (Ostercappeln)           |
| 3 b-d  | Darpvenner Steine I-III                                | Darpvenner Steine I Darpvenner Steine II Darpvenner Steine III | Darpvenne (Ostercappeln)           |
| 4 a–c  | Süntelstein Großsteingräber bei Vehrte                 | Süntelstein Teufels Teigtrog Teufels Backofen | Vehrte (Belm)                      |
| 5      | Helmichsteine                                          | Helmichsteine | Rulle (Wallenhorst)                |
| 6 a–b  | Östringer Steine                                       | Oestringer Steine I Oestringer Steine II | Nettetal (Osnabrück)               |
| 7 a–b  | Karlsteine                                             | Große Karlsteine Kleine Karlsteine | Haste (Osnabrück)                  |
| 8      | Wiemelsberger Steine                                   | Wiemelsberger Steine | Ueffeln (Bramsche)                 |
| 9 a–f  | Großsteingräberweg Giersfeld                           | Reinecke Meyer Grumfeld West Rickelmann I | Westerholte (Ankum)                |
| 10 a   | Großsteingrab Restrup und Näpfchenstein „Teufelsstein“ | Näpfchenstein | Restrup (Bippen)                   |
| 10 b   | Hekeser Steine                                         | Hekese, Grab B | Hekese (Berge)                     |
| 11     | Großsteingrab im Alt-Frerener Forst                    | Großsteingrab im Alt-Frerener Forst | Freren                             |
| 12 a   | Großsteingrab in der Kunkenvenne                       | Großsteingrab in der Kunkenvenne | Thuine                             |
| 12 b   | Großsteingrab auf dem Radberg                          | |                                    |
| 13     | Der Steinerne Schlüssel                                | Der steinerne Schlüssel | Apeldorn (Meppen)                  |
| 14 a–d | Großsteingräber Deymanns Mühle I-IV                    | Großsteingrab Deymanns Mühle I Großsteingrab Deymanns Mühle II Großsteingrab Deymanns Mühle III Großsteingrab Deymanns Mühle IV                                                        | Vehrte (Belm)                      |
| 14 e   | Großsteingrab am Osteresch                             | Großsteingrab am Osteresch | Stavern (Sögel)                    |
| 14 f   | Großsteingrab Groß-Stavern 1                           | Bruneforths Esch in Stavern | Stavern (Sögel)                    |
| 15 a   | Großsteingrab bei den Düvelskuhlen                     | Großsteingrab bei den Düvelskuhlen | Sögel                              |
| 15 b   | Hünenbett bei den Düvelskuhlen                         | | Sögel                              |
| 15 c   | Großsteingrab Püttkesberge (de)                        | Großsteingrab Püttkesberge | Sögel                              |
| 16 a–e | Hünengräberstraße des Hümmling                         | Großsteingrab Im Ipeken Großsteingrab Groß Berßen IV Großsteingrab Groß Berßen VI (Wappengrab) Großsteingrab Groß Berßen VIII (Königsgrab) Großsteingrab Groß Berßen VII reconstructed | Groß Berßen                        |
| 17 a   | Volbers Hünensteine                                    | Volberts Hünensteine | Hüven                              |
| 17 b   | Großsteingrab Hüven-Süd                                | Großsteingrab Hüven-Süd | Hüven                              |
| 17 c   | Großsteingrab Lähden I                                 | Großsteingrab Lähden I | Lähden                             |
| 18 a   | Steenhus in den Klöbertannen                           | | Werpeloh                           |
| 18 b   | Großsteingrab in den Klöbertannen                      | Großsteingrab Werpeloh II | Werpeloh                           |
| 18 c   | Großsteingräber auf der Buschhöhe                      | Großsteingrab Werpeloh IV | Werpeloh                           |
| 18 d   | Steenhus von Börger                                    | Steenhus von Börger | Börger                             |
| 19     | Ganggrab von Ostenwalde                                | Ganggrab von Ostenwalde | Ostenwalde                         |
| 20 a   | De hoogen Stener                                       | De hoogen Steener in Werlte | Werlte                             |
| 20 b   | Poldenhünensteine                                      | Poldenhünensteine in Harrenstätte | Spahnharrenstätte                  |
| 21     | Teufelssteine (Molbergen)                              | Teufelssteine | Peheim (Molbergen)                 |
| 22 a   | Schlingsteine                                          | Schlingsteine | Lindern-Neuenkämpen                |
| 22 b   | Großsteingrab Hünensteine                              | Hünensteine | Lindern-Herrensand                 |
| 22 c   | Großsteingrab am hohen Stein und der hohe Stein        | Garen, am hohen Stein Garen, der hohe Stein | Lindern-Garen                      |
| 23     | Oldendorfer Hünensteine                                | Oldendorfer Hünensteine | Oldendorf (Lastrup)                |
| 24 a   | Visbeker Bräutigam                                     | Visbeker Bräutigam 934 Visbeker Bräutigam 935 Visbeker Bräutigam 936 Visbeker Bräutigam 937 Visbeker Bräutigam 938 (Brautwagen)                                                        | Großenkneten                       |
| 24 b   | Heidenopfertisch                                       | Heidenopfertisch | Engelmannsbäke (Visbek)            |
| 24 c–d | Ahlhorner Kellersteine                                 | Ahlhorner Kellersteine I Ahlhorner Kellersteine II | Ahlhorn (Großenkneten)             |
| 25 a–c | Kleinenknetener Steine                                 | Kleinenkneten I Kleinenkneten II Kleinenkneten III | Kleinenkneten (Wildeshausen)       |
| 26     | Pestruper Gräberfeld                                   | Pestruper Gräberfeld | Pestrup (Wildeshausen)             |
| 27 a   | Hohe Steine                                            | Hohe Steine | Wildeshausen                       |
| 27 b   | Bargloyer Steinkiste                                   | Bargloyer Steinkste | Bargloy (Wildeshausen)             |
| 28 a   | Visbeker Braut                                         | Visbeker Braut | Aumühle (Wildeshausen)             |
| 28 b   | Große Steine bei Thölstedt                             | Große Steine bei Thölstedt | Thölstedt                          |
| 29 a–b | Reckumer Steine                                        | Großsteingrab Reckum I Großsteingrab Reckum II | Winkelsett (Harpstedt)             |
| 30 a   | Gerichtsstätte                                         | Großsteingrab Gerichtsstätte | Dötlingen                          |
| 30 b–d | Glaner Braut                                           | Glaner Braut I Glaner Braut II Glaner Braut III Glaner Braut IV | Glane (Wildeshausen)               |
| 30 e   | Großsteingrab am Schießstand (Dötlinger Steingrab)     | Großsteingrab am Schießstand (Dötlinger Steingrab) | Dötlingen                          |
| 31     | Großsteingrab Steenberg                                | Großsteingrab Steenberg | Kirchhatten                        |
| 32 a–b | Hünensteine von Steinkimmen                            | Hünensteine I Hünensteine II | Steinkimmen (Gemeinde Ganderkesee) |
| 33     | Große Steine von Stenum                                | Große Steine von Stenum | Stenum (Ganderkesee)               |

## Organisation et financement
La Route est un projet communautaire résultant de la collaboration entre :
- Emsland Touristik GmbH[12] ;
- Landkreis Vechta ;
- Museum am Schölerberg Osnabrück[13] ;
- Niedersächsisches Landesamt für Denkmalpflege[6] ;
- Oldenburg Tourismus und Marketing GmbH ;
- Stadt- und Kreisarchäologie Osnabrück[14] ;
- Tourismusverband Osnabrücker Land e. V. ;
- Zweckverband Erholungsgebiet Thülsfelder Talsperre ;
- Zweckverband Naturpark Wildeshauser Gees.